# Tangal
Tangal (persiska: تنگل) är en ort i Iran.   Den ligger i provinsen Khorasan, i den östra delen av landet, 800 km öster om huvudstaden Teheran. Tangal ligger 1 959 meter över havet och antalet invånare är 164.
Terrängen runt Tangal är kuperad åt nordväst, men åt sydost är den platt.Runt Tangal är det glesbefolkat, med 12 invånare per kvadratkilometer. Närmaste större samhälle är Zārgaz, 17,4 km söder om Tangal. Trakten runt Tangal är ofruktbar med lite eller ingen växtlighet.